# Live in Hyde Park
Live in Hyde Park — концертный альбом группы Red Hot Chili Peppers, записанный в рекордный срок трёх ночей (19, 20, 25 июля 2004 года) в лондонском Гайд-парке. Двойной альбом издан в 2004 году, составленный из записей представлений, он занял первую строчку в чартах Великобритании и оставался там в общей сложности две недели. Были распроданы около 120 тысяч копий альбома.

## Об альбоме
Из восьми студийных альбомов, выпущенных до Live in Hyde Park, только три представлены в сет-листе: Blood Sugar Sex Magik, Californication и By the Way (однако, сингл «Fortune Faded» присутствовал в сборнике группы Greatest Hits). Единственные песни с альбома Blood Sugar Sex Magik — «Under the Bridge» и «Give It Away». Песни «Leverage of Space» и «Rolling Sly Stone» присутствуют только в данной коллекции.
В настоящее время альбом не выпускается, однако благодаря высокому уровню продаж во время релиза регулярно появляются его подержанные копии.

## Список композиций
| №   | Название                                            | Длительность |
| --- | --------------------------------------------------- | ------------ |
| 1.  | «Intro»                                             | 3:57         |
| 2.  | «Can't Stop»                                        | 5:13         |
| 3.  | «Around the World»                                  | 4:12         |
| 4.  | «Scar Tissue»                                       | 4:08         |
| 5.  | «By the Way»                                        | 5:20         |
| 6.  | «Fortune Faded»                                     | 3:28         |
| 7.  | «I Feel Love (Donna Summer cover)»                  | 1:28         |
| 8.  | «Otherside»                                         | 4:34         |
| 9.  | «Easily»                                            | 5:00         |
| 10. | «Universally Speaking»                              | 4:16         |
| 11. | «Get on Top»                                        | 4:06         |
| 12. | «Brandy (You're a Fine Girl) (Looking Glass cover)» | 3:34         |
| 13. | «Don't Forget Me»                                   | 5:22         |
| 14. | «Rolling Sly Stone»                                 | 5:06         |

| №   | Название                                                                  | Длительность |
| --- | ------------------------------------------------------------------------- | ------------ |
| 1.  | «Throw Away Your Television»                                              | 7:30         |
| 2.  | «Leverage of Space»                                                       | 3:29         |
| 3.  | «Purple Stain»                                                            | 4:16         |
| 4.  | «The Zephyr Song»                                                         | 7:04         |
| 5.  | «Californication»                                                         | 5:26         |
| 6.  | «Right on Time» (Содержит вступление к песне Joy Division «Transmission») | 3:54         |
| 7.  | «Parallel Universe»                                                       | 5:37         |
| 8.  | «Drum Homage Medley»                                                      | 1:29         |
| 9.  | «Under the Bridge»                                                        | 4:54         |
| 10. | «Black Cross (45 Grave cover)»                                            | 3:30         |
| 11. | «Flea's Trumpet treated by John»                                          | 3:28         |
| 12. | «Give It Away»                                                            | 13:17        |